# Roscoe Tanner
Pour les articles homonymes, voir Tanner.
Roscoe Tanner, né le 15 octobre 1951 à Chattanooga (Tennessee), est un américain ancien joueur professionnel de tennis.
Spécialiste des surfaces rapides, il est connu pour être le premier serveur-cogneur de l'histoire, 15 ans avant Goran Ivanišević. Son énorme service de gaucher a été chronométré à plus de 246 km/h à Palm Springs en 1978, lors de sa finale contre Raúl Ramírez,,. Durant sa carrière, il remporta 16 titres en simple dont un en Grand Chelem : l'Open d'Australie en janvier 1977. Il fut également 24 fois finaliste, notamment à Wimbledon en 1979 ; il est alors battu par Björn Borg en 5 sets. C'est durant cette année 1979 qu'il atteint son plus haut classement ATP : 4e. Il remporta 13 titres en double.
Il fut l'un des rares joueurs à avoir battu les meilleurs joueurs du monde de son époque, tels Björn Borg, Jimmy Connors, Guillermo Vilas, Ivan Lendl et John McEnroe, grâce à son service hors-norme. C'est le seul joueur à avoir brisé le câble métallique qui tient le filet à bonne hauteur sur deux tournois différents. Son service à 246 km/h a été le plus rapide jamais enregistré en tournoi depuis 1978,, jusqu'à ce que Andy Roddick serve une balle à 249 km/h dans un match de Coupe Davis en septembre 2004.
Il a passé plusieurs mois en prison pour des chèques sans provision.
En 2005, il a coécrit son autobiographie : Double Fault: My Rise And Fall, And My Road Back.

## Parcours dans les tournois duGrand Chelem

### En simple
| Année | Open d'Australie | Open d'Australie | Internationaux de France | Internationaux de France | Wimbledon       | Wimbledon     | US Open         | US Open       | Open d'Australie | Open d'Australie |
| ----- | ---------------- | ---------------- | ------------------------ | ------------------------ | --------------- | ------------- | --------------- | ------------- | ---------------- | ---------------- |
| 1969  | —                | —                | —                        | —                        | —               | —             | 1er tour (1/64) | M. Riessen    | n.o.             | n.o.             |
| 1970  | —                | —                | —                        | —                        | —               | —             | 2e tour (1/32)  | A. Ashe       | n.o.             | n.o.             |
| 1971  | —                | —                | —                        | —                        | —               | —             | 3e tour (1/16)  | F. Froehling  | n.o.             | n.o.             |
| 1972  | —                | —                | —                        | —                        | 3e tour (1/16)  | C. Dibley     | 1/4 de finale   | T. Gorman     | n.o.             | n.o.             |
| 1973  | —                | —                | —                        | —                        | —               | —             | 3e tour (1/16)  | S. Smith      | n.o.             | n.o.             |
| 1974  | —                | —                | 1er tour (1/64)          | G. Goven                 | 1/8 de finale   | K. Rosewall   | 1/2 finale      | J. Connors    | n.o.             | n.o.             |
| 1975  | —                | —                | 3e tour (1/16)           | J. Andrews               | 1/2 finale      | J. Connors    | 3e tour (1/16)  | K. Meiler     | n.o.             | n.o.             |
| 1976  | —                | —                | —                        | —                        | 1/2 finale      | B. Borg       | 1/8 de finale   | I. Năstase    | n.o.             | n.o.             |
| 1977  | Victoire         | G. Vilas         | —                        | —                        | 1er tour (1/64) | J. Lloyd      | 1/8 de finale   | J. Connors    | 1er tour (1/32)  | C. Lewis         |
| 1978  | n.o.             | n.o.             | 1/8 de finale            | B. Borg                  | 1/8 de finale   | I. Năstase    | 1/8 de finale   | B. Gottfried  | —                | —                |
| 1979  | n.o.             | n.o.             | —                        | —                        | Finale          | B. Borg       | 1/2 finale      | V. Gerulaitis | —                | —                |
| 1980  | n.o.             | n.o.             | —                        | —                        | 1/4 de finale   | J. Connors    | 1/4 de finale   | B. Borg       | —                | —                |
| 1981  | n.o.             | n.o.             | —                        | —                        | 2e tour (1/32)  | C. Kirmayr    | 1/4 de finale   | B. Borg       | 2e tour (1/16)   | R. Frawley       |
| 1982  | n.o.             | n.o.             | —                        | —                        | 1/8 de finale   | V. Gerulaitis | 2e tour (1/32)  | C. Hooper     | —                | —                |
| 1983  | n.o.             | n.o.             | —                        | —                        | 1/4 de finale   | I. Lendl      | 3e tour (1/16)  | J. Kriek      | 3e tour (1/16)   | M. Wilander      |
| 1984  | n.o.             | n.o.             | —                        | —                        | —               | —             | 1er tour (1/64) | M. Doyle      | —                | —                |

N.B. : à droite du résultat se trouve le nom de l'ultime adversaire.

### En double
| Année | Open d'Australie                                                            | Open d'Australie | Internationaux de France                                                        | Internationaux de France                                                     | Wimbledon                                                                          | Wimbledon                                                                          | US Open                                                                             | US Open | Open d'Australie | Open d'Australie |
| ----- | --------------------------------------------------------------------------- | ---------------- | ------------------------------------------------------------------------------- | ---------------------------------------------------------------------------- | ---------------------------------------------------------------------------------- | ---------------------------------------------------------------------------------- | ----------------------------------------------------------------------------------- | ------- | ---------------- | ---------------- |
| 1969  | —                                                                           | —                | —                                                                               | —                                                                            | —                                                                                  | —                                                                                  | 2e tour (1/16) W. Blocher \|\| style="text-align:left;" \| R. Leach Sr. R. Potthast | n.o.    | n.o.             |                  |
| 1970  | —                                                                           | —                | —                                                                               | —                                                                            | —                                                                                  | —                                                                                  | 1er tour (1/32) R. Fisher \|\| style="text-align:left;" \| B. Bowrey O. Davidson    | n.o.    | n.o.             |                  |
| 1971  | —                                                                           | —                | —                                                                               | —                                                                            | —                                                                                  | —                                                                                  | 1er tour (1/32) S. Mayer \|\| style="text-align:left;" \| Fitzgibbon A. Palafox     | n.o.    | n.o.             |                  |
| 1972  | —                                                                           | —                | —                                                                               | —                                                                            | 2e tour (1/16) A. Olmedo \|\| style="text-align:left;" \| W. Bungert I. Năstase    | 1er tour (1/32) A. Olmedo \|\| style="text-align:left;" \| R. McKinley D. Stockton | n.o.                                                                                | n.o.    |                  |                  |
| 1973  | —                                                                           | —                | —                                                                               | —                                                                            | —                                                                                  | —                                                                                  | 2e tour (1/16) A. Ashe \|\| style="text-align:left;" \| B. Gottfried D. Stockton    | n.o.    | n.o.             |                  |
| 1974  | —                                                                           | —                | 2e tour (1/16) A. Ashe \|\| style="text-align:left;" \| I. El Shafei Franulović | 1/8 de finale A. Ashe \|\| style="text-align:left;" \| Fassbender K. Meiler  | 1er tour (1/32) A. Ashe \|\| style="text-align:left;" \| M. Estep C. Owens         | n.o.                                                                               | n.o.                                                                                |         |                  |                  |
| 1975  | —                                                                           | —                | —                                                                               | —                                                                            | 1/8 de finale C. Pasarell \|\| style="text-align:left;" \| Gerulaitis S. Mayer     | 2e tour (1/16) C. Pasarell \|\| style="text-align:left;" \| M. Cahill Whitlinger   | n.o.                                                                                | n.o.    |                  |                  |
| 1976  | —                                                                           | —                | —                                                                               | —                                                                            | 1er tour (1/32) D. Stockton \|\| style="text-align:left;" \| R. Chavez E. Montano  | 1/8 de finale D. Stockton \|\| style="text-align:left;" \| B. Hewitt F. McMillan   | n.o.                                                                                | n.o.    |                  |                  |
| 1977  | 1/4 de finale M. Riessen \|\| style="text-align:left;" \| Alexander P. Dent | —                | —                                                                               | 1/4 de finale M. Riessen \|\| style="text-align:left;" \| M. Cox C. Drysdale | —                                                                                  | —                                                                                  | —                                                                                   | —       |                  |                  |
| 1978  | n.o.                                                                        | n.o.             | —                                                                               | —                                                                            | 1er tour (1/32) R. Moore \|\| style="text-align:left;" \| L. Álvarez V. Pecci      | 1/8 de finale R. Moore \|\| style="text-align:left;" \| W. Fibak T. Okker          | —                                                                                   | —       |                  |                  |
| 1979  | n.o.                                                                        | n.o.             | —                                                                               | —                                                                            | 2e tour (1/16) R. Moore \|\| style="text-align:left;" \| P. Fleming J. McEnroe     | —                                                                                  | —                                                                                   | —       | —                |                  |
| 1980  | n.o.                                                                        | n.o.             | —                                                                               | —                                                                            | 1/8 de finale D. Ralston \|\| style="text-align:left;" \| R. Lutz S. Smith         | —                                                                                  | —                                                                                   | —       | —                |                  |
| 1981  | n.o.                                                                        | n.o.             | —                                                                               | —                                                                            | —                                                                                  | —                                                                                  | 2e tour (1/16) D. Ralston \|\| style="text-align:left;" \| P. Fleming J. McEnroe    | —       | —                |                  |
| 1982  | n.o.                                                                        | n.o.             | —                                                                               | —                                                                            | 1er tour (1/32) Van Dillen \|\| style="text-align:left;" \| F. Sauer van der Merwe | —                                                                                  | —                                                                                   | —       | —                |                  |
| 1983  | n.o.                                                                        | n.o.             | —                                                                               | —                                                                            | 2e tour (1/16) V. Amritraj \|\| style="text-align:left;" \| A. Järryd Simonsson    | —                                                                                  | —                                                                                   | —       | —                |                  |

N.B. : le nom du ou de la partenaire se trouve sous le résultat ; les noms des ultimes adversaires se trouvent à droite.